# 廉范
廉范（?—?），字叔度，京兆杜陵人，東漢政治人物。趙國名將廉頗的後裔子孫。為人重情重義，曾從學於博士薛漢門下，日後薛漢因捲入楚王劉英謀反案獲罪而死時，他的故舊門生之中，僅有廉范勇於挺身而出替其收殮安葬。漢明帝時期，出任雲中太守，任內以寡敵眾，用計智退匈奴軍隊的入侵，漢章帝年間再遷蜀郡太守，在職期間因廢除使百姓感到不便的法令，而受到蜀郡人民的頌歌讚揚。雖然世人佩服他急公好義的精神，然而也因廉范依附外戚竇憲而對其感到不齒，最終，廉范在蜀郡太守任上因觸法而被罷官，後卒於家中。

## 生平

### 出身名門
廉范，字叔度，東漢京兆杜陵人，為趙國將領廉頗之後。漢朝興起後，廉氏因為是豪門望族的緣故，朝廷因此把他們從原本居住的苦陘（今河北邢邑镇）遷移到杜陵（今陝西西安市東南），此後廉氏一族世代為邊郡的太守，部分的廉氏族人死後埋葬於隴西襄武縣（今甘肅陇西县），所以往往在當地出仕做官。廉范的曾祖父廉褒，曾在汉成帝、汉哀帝年間擔任右將軍，其祖父廉丹，則在新朝王莽時期官至大司馬、庸部牧，兩人皆是前朝赫赫有名的人物。

### 扶柩遭難
廉范的父親因遭遇戰亂，死在蜀漢地區，廉範也顛沛流離客居在西州。直到西州平定以後，他才回到故鄉。十五歲時，廉范告別母親啟程前去接回父親的棺柩。蜀郡的太守張穆，曾在廉丹手下擔任官吏，因此送給了廉范許多的財物，但廉范並未接受，後來廉范和賓客徒步帶著靈柩到達葭萌關時，裝載棺柩的船卻不幸觸礁而沉沒，廉范死命抱著父親的靈柩不肯放手，一同與靈柩沉到了水裡，眾人皆被他的孝心所感動，用鉤子把他鉤出水中，經過一番救治才倖免於難。張穆聽聞以後，又派人帶著先前所贈的錢財，騎著快馬追上廉范，不過廉范依舊是堅決推辭張穆的贈禮，僅帶著父親的靈柩回到故鄉安葬。

### 暗護鄧融
服喪期滿後，廉范來到京城拜師學習，受業於博士薛漢。當時京兆、隴西二郡相繼請他出仕當官，廉范都沒有答應，永平初年，隴西太守鄧融帶著禮物親自登門拜訪廉范，聘任他擔任功曹官，恰逢鄧融被上級檢舉調查，廉范知道鄧融難以洗脫罪責，打算盡自己所能的幫助他，於是託病要求離去，鄧融不明白廉範的本意，因此對他非常的怨恨。廉范向東來到洛陽後，改名換姓，請求擔任廷尉的獄卒。不久，鄧融果然被押解到洛陽的監獄關押，擔任獄卒的廉范得以待在鄧融身邊早晚服侍，盡心勤勞。鄧融對於這名容貌酷似廉范的獄卒感到奇怪，於是對他說：「你怎麼長的如此像我從前手下的一名功曹官呢？」廉范喝斥他說：「您因為處境艱難而神智昏聵認錯人了！」不再跟鄧融說話。後來鄧融因為得病而被移出監牢療養，廉范也一路跟隨在他身旁悉心照料，直到鄧融病死，都沒有說明自己的真實身份，廉范還親自隨車護送鄧融的棺柩回到南陽，直到殯葬完畢才離開。

### 義葬薛漢
後來廉范被徵聘到公府任官，正好遇見他的老師薛漢因受到楚王劉英的牽連而被處死，薛漢的故人、門生們，沒人敢多看薛漢的屍體一眼，只有廉范獨自前往替薛漢收殮安葬。官吏將此事稟告朝廷，漢明帝大怒，傳召廉范入宮，質問並斥責他說：「薛漢和楚王同謀，禍亂天下，你是公府的官員，不與朝廷保持同心一致，反而替罪犯收殮，這是為什麼呢？」廉范叩頭說：「臣愚笨魯莽，認為薛漢等人都已伏法，忍不住師生之間的情誼，罪該萬死。」漢明帝這才稍微平息怒氣，問廉范說：「你是廉頗的後代嗎？和右將軍廉褒、大司馬廉丹有無親屬關係？」廉范回答說：「廉褒，是臣的曾祖父，廉丹，是臣的祖父。」皇帝說：「難怪你有膽志敢做這麼做！」遂寬恕了他，廉范因此而聲名遠播。

### 雲中退敵
廉范之後被推舉為茂才，幾個月後，調遷為雲中太守。上任後剛巧碰上匈奴大舉興兵入寇，烽火連天。按照舊例，當敵軍的人數超過五千人時，便可以寫信給鄰郡求援。廉范的部屬打算傳送檄文求救，廉范沒有同意，而是親自率領士卒抵擋匈奴的軍隊。敵方的兵力強盛，僅靠廉范麾下的軍隊無法匹敵，恰好夜幕在這時降臨，廉范下令讓兵士們各自拿兩個火把交叉綑綁在一起，將火把的其中三個頭點上火焰，使軍營中火光多的有如天上的繁星一般。敵軍遠遠望見營地理的火炬數量眾多，誤以為漢軍的援兵部隊已經抵達，大吃一驚，決定等到天亮時便率軍撤退，廉范於是命令軍士們提前吃完早飯，在清晨時分引兵出擊，成功斬首數百名的敵方士兵，匈奴軍隊於混亂中自相踐踏，陣亡了一千多人，匈奴人經過這場戰役，從此不敢再入侵雲中。

### 蜀民謳歌
廉范此後歷任武威、武都兩郡的太守，隨當地的風俗習慣教化百姓，將兩地皆治理的十分完善。漢章帝建初初年，廉范改任蜀郡太守（部屬有吏楊鳳、文學掾楊由）。當時蜀郡的人們喜愛與他人爭論，互相品評好壞高低，廉范總是用淳樸厚道來訓導他們，不要聽信澆薄苛刻的話語。成都當地的物產豐盛，房屋之間的距離相當狹窄，從前的舊制禁止百姓們在晚上活動，以防止火災發生，但是百姓在夜晚依舊是偷偷活動，且為了不被發現而行為更加隱蔽，導致火災反而發生的更加頻繁。廉范於是廢除原來的法令，只是嚴格要求百姓儲存水來防火而已。禁令解除後，百姓們感到相當便利，於是將此事編成歌謠傳唱說：「廉叔度，來何暮，不禁火，民安作。平生無襦今五絝。」廉范在蜀郡擔任太守數年，後來因為觸犯法律而被免職回到家鄉。廉范一生都待在邊境地區，他廣泛開墾田地，累積許多糧食財物，將之全部接濟給宗族與朋友。

### 借馬嚴麟
漢章帝駕崩後，廉范前往敬陵奔喪。當時庐江郡的官員嚴麟也奉命前往弔喪，和廉范在路上相遇。嚴麟乘坐小車前往，而道路上的泥水頗深，駕車的馬也死在路途中，導致嚴麟無法繼續前進，廉范看到嚴麟的窘境而感到不忍，命令隨從把馬讓給嚴麟騎乘。之後也沒告訴嚴麟自己的姓名就離開了。嚴麟弔喪完畢後，不知道馬匹的主人到底是誰，於是沿路尋訪探問。有人對嚴麟說：「曾擔任蜀郡太守的廉叔度，喜歡救助遭遇危難和陷入困境的人。現在他也受命奔赴國喪，一定是他幫助你的。」嚴麟平時便常聽說廉范的名聲，認為此人說的沒錯，於是牽著馬登門拜訪廉范，向他表示感謝並歸還了馬匹。當時的人們皆佩服廉範慷慨仗義的精神，然而廉范卻依附掌權的大將軍竇憲，因此遭世人所譏笑。最終，廉范在家中去世。

## 軼事
起初，廉范和洛陽人慶鴻是刎頸之交，當時的人稱讚他們說：「從前有管仲、鮑叔牙，今日有慶鴻、廉范。」慶鴻為人豪邁有氣節，官至琅邪、會稽二郡的太守，所任職的地方皆有顯著的政績。

## 評價
范曄《後漢書》論曰：「張堪、廉范皆以氣俠立名，觀其振危急，赴險厄，有足壯者。堪之臨財，范之忘施，亦足以信意而感物矣。若夫，漢高祖之召欒布，漢明帝之引廉范，加怒以發其志，就戮更延其寵，聞義能徙，誠君道所尚，然情理之樞，亦有開塞之感焉」。

## 家族
- 先祖廉頗，戰國名將。
- 曾祖父廉褒，西漢右將軍。
- 祖父廉丹，新朝大司馬、庸部牧。

## 延伸阅读
[在维基数据编辑]
 《後漢書·卷31》，出自范晔《後漢書》
 《東觀漢記》